# Абдулла аз-Зорі
Абдулла аз-Зорі (араб. عبد الله الزوري; нар. 13 серпня 1987) — саудівський футболіст, захисник клубу «Аль-Гіляль» і національної збірної Саудівської Аравії.

## Клубна кар'єра
Народився 13 серпня 1987 року. Вихованець футбольної школи клубу «Ан-Нахда».
У дорослому футболі дебютував 2006 року виступами за команду клубу «Аль-Гіляль», кольори якої захищає й донині.

## Виступи за збірну
У 2009 році дебютував в офіційних матчах у складі національної збірної Саудівської Аравії.
У складі збірної був учасником кубка Азії з футболу 2015 року в Австралії.

## Титули і досягнення
- Чемпіон Саудівської Аравії (5):

«Аль-Гіляль»: 2007-08, 2009-10, 2010-11, 2016-17, 2017-18
- Володар Королівського кубка Саудівської Аравії (2):

«Аль-Гіляль»: 2014-15, 2016-17
- Володар Кубка наслідного принца Саудівської Аравії (7):

«Аль-Гіляль»:  2007-08, 2008-09, 2009-10, 2010-11, 2011-12, 2012-13, 2015-16
- Володар Суперкубка Саудівської Аравії (1):

«Аль-Гіляль»: 2015